# Gradimir Crnogorac
Gradimir Crnogorac (* 14. November 1982 in Tuzla, SFR Jugoslawien) ist ein bosnisch-herzegowinischer Fußballspieler.

## Karriere

### Verein
Gradimir Crnogorac begann seine Karriere beim FK Sloboda Tuzla, wo er 2004 mit einer kurzen Unterbrechung spielte. Von 2004 bis 2005 spielte der Verteidiger in Dänemark. 2006 wechselte er zum russischen Verein Spartak Nischni Nowgorod. Nach einer Saison kehrte er in seine Heimat zurück. 2010 wurde er vom kasachischen Verein FK Atyrau verpflichtet.

### Nationalmannschaft
2004 war Crnogorac Nationalspieler und wurde dreimal eingesetzt.